# 孔子紀年
孔子紀年（こうしきねん）とは、儒教の大成者である孔子の没年あるいは生年を元年とした紀年法である。清末、変法派の康有為が主張した。西洋国家がキリスト教を国家宗教とするのを模倣して儒教を国教としようとした孔教運動を展開するなかで唱えられた。

## 孔子卒後紀年
康有為一派が最初に採用した孔子紀年で、孔子の没年を元年とする紀年法である。光緒21年（1895年）、上海で発行された『強学報』初号表紙に「孔子卒後二千三百七十三年」と記したのが最初の使用例と見られる（ただし光緒紀年も並べ記す）。
また同雑誌には「孔子紀年説」を掲載し、この紀年法を採用した理由を以下のように記す。すなわち『史記』には「孔子卒」や「孔子卒後○○年」と記すが、これは董仲舒から公羊学の微言大義をうけた司馬遷が孔子紀年を実践したものだという。その後約二千年も埋もれていたこの紀年法を『強学報』に復活させたのだと述べている。
また光緒24年（1898年）の百日維新の時には、「孔聖を尊んで国教と為し教部教会を立て孔子紀年を以て淫祠を廃するを請うの摺」を上奏して孔子紀年を採用させようとした。上奏文では1.（皇帝ごとに年号が変わると不便であるため、孔子でもって年号を統一し）人の記憶力の無駄を省き便利となる、2.（孔子に対する）人々の信仰心を高めやすくするためである、と理由を述べている（ただしこの上奏文は戊戌変法より後の宣統3年（1911年）に出版されており、必ずしも戊戌当時の考えを反映したとはいえない、とする説もある）。
しかしこの試みは成功しなかった。『強学報』はわずか二号を出しただけで頓挫し、後を承けた『時務報』には採用されなかった。編集部の内外から強い批判を被ったからである。そのため孔子紀年を採用するかどうかはその後の変法派内の分裂を促す原因の一つとなった。
年号を変更することに強い反感が示されるのは、無理のないことといわねばならない。元々年号制定とは『礼記』の「正朔を改め、服色を易」えるという一節に基づき、君主が新王朝を開く際に新体制となったことを世に知らしめる手段であった。そのため新年号を使用することは、それを定めた時の王朝の支配に服することを意味する。来華した朝貢使節に暦を授与するのは、その典型的な例で、暦を受け取るということはその中国王朝に服属することなのである。逆に言えば時の王朝の年号を使用しないことは、その王朝に対し異志を抱くことと同義となる。
康有為自身は清朝に対し反抗の意思などなく、孔子紀年採用は孔子神格化のための単なる布石に過ぎなかった。しかし周囲からあらぬ疑いをかけられることを避ける手立てはなかったのである。変法派は革命ではなく、改革を志していたのであるからその躊躇は当然であったといえよう。

## 孔子生後紀年
孔子の没年を元年とする孔子卒後紀年に対し、生まれた年を元年とするものもある。それが孔子生後紀年である。これは康有為の弟子梁啓超が日本に亡命した後に著した『紀年公理』（『清議報』第16冊、1898年）で紹介した説である。これは「其の生に法り、其の死に法らず」（『公羊伝』隠公元年何休注）に基づいており、以後変法派はこの紀年法を統一して用いるようになる。
ただこの紀年法も普及しなかった。実は孔子紀年が発表されて以来、康有為の思惑を超えて独自の紀年法が流行したからに他ならない。年号を変えることが時の王朝に刃向かうことを意味すると先に述べたが、それを正しく理解し行う集団があって様々な新年号を提案していた。言うまでもなく孫文ら革命派である。有名な黄帝紀年や唐堯紀年、夏禹紀年、秦統一紀年、亡国紀年、共和紀年等々、多くの私紀年が登場し、どれもが自らの正当性を主張した。その中にあって孔子紀年は埋没しかねない勢いであったのである。
ただ康有為自身は生涯孔子紀年への執着を捨てなかった。たとえば辛亥革命後の1912年に康有為が創刊した雑誌『不忍』でも孔子紀年が使われている。それには孔教への康有為の強い信念が込められているのである。